# Pierre Choderlos de Laclos
Pierre Ambroise François Choderlos de Laclos (magyaros kiejtése „soderlo dö láklo”; Amiens, 1741. október 18. – Taranto, (ma: Olaszország), 1803. szeptember 5.) francia író, tábornok. A Veszedelmes viszonyok című regény szerzője.

## Életútja
Kisnemesi családban született és a számára egyedül kínálkozó katonai pályát választotta, a tüzérségnél szolgált. Békeidőben írásra is jutott ideje. A forradalom kitörésekor az orléans-i herceg (Philippe Égalité) titkára volt, vele ment Angliába és tért vissza 1790 nyarán. Még abban az évben a Jakobinus klub tagja lett. XVI. Lajos sikertelen szökési kísérletét követően az orléans-i herceg régenssé választásának híve volt. A herceg letartóztatása után, 1793 tavaszán őt is bebörtönözték. Egy barátja közbenjárására másfél hónap múltán kiengedték és háziőrizet alá helyezték, de mivel szökni próbált, ismét börtönbe került. Közel egy évnyi raboskodás után, 1794. december elején szabadult. Részt vett a valmy-i győztes csatában, majd Napóleon államcsínyében. 1800-ban a császár tüzérségi tábornokká nevezte ki. Vérhas és malária következtében halt meg állomáshelyén, Tarantóban.
Bár egykönyves íróként ismert, különböző témájú, illetve műfajú írások: katonai stratégiai munka, gáláns és erotikus költemények, egy vígopera-szöveg és irodalmi ismertetők szerzője is volt. Dubarry grófnő ellen írt szatíráját sokan olvasták. Nevét azonban sok kiadást megélt regénye, Les liaisons dangereuses (1782) tette híressé (magyarul Veszedelmes viszonyok, fordította Örkény István).

## Magyarul
- Veszedelmes viszonyok, 1-2.; ford. Benedek Marcell; Genius, Bp., 1922 (Nagy írók – nagy írások)
- Veszedelmes viszonyok; ford., utószó Örkény István; Magyar Helikon, Bp., 1965
- Heiner Müllerː Kvartett; Choderlos de Laclos nyomán, ford. Kurdi Imre, Nemzeti Színház, Bp., 2011 (Nemzeti Színház színműtár)